# 多恩-迪克海姆
多恩-迪克海姆是德国莱茵兰-普法尔茨州的一个市镇。总面积5.60平方公里，总人口905人，其中男性454人，女性451人（2011年12月31日），人口密度162人/平方公里。